# Episodi di Dalle 9 alle 5, orario continuato (quarta stagione)
La quarta stagione della serie televisiva Dalle 9 alle 5, orario continuato è stata trasmessa in anteprima negli Stati Uniti d'America in syndication tra il 13 settembre 1986 e il 28 marzo 1987.
| nº | Titolo originale                   | Titolo italiano | Prima TV USA      | Prima TV Italia |
| -- | ---------------------------------- | --------------- | ----------------- | --------------- |
| 1  | Reach Out and Touch Someone        |                 | 13 settembre 1986 |                 |
| 2  | You Don't Know Me                  |                 | 20 settembre 1986 |                 |
| 3  | A Date with Judy                   |                 | 27 settembre 1986 |                 |
| 4  | Even Super Women Get the Blues     |                 | 4 ottobre 1986    |                 |
| 5  | Uh, About Last Night               |                 | 11 ottobre 1986   |                 |
| 6  | The Party                          |                 | 18 ottobre 1986   |                 |
| 7  | An American Dream                  |                 | 25 ottobre 1986   |                 |
| 8  | The Acid Test                      |                 | 1º novembre 1986  |                 |
| 9  | The Naked City                     |                 | 8 novembre 1986   |                 |
| 10 | What's Up, Curtis?                 |                 | 15 novembre 1986  |                 |
| 11 | The Russians Are Coming            |                 | 22 novembre 1986  |                 |
| 12 | Ghostwriter                        |                 | 6 dicembre 1986   |                 |
| 13 | Blue Christmas                     |                 | 13 dicembre 1986  |                 |
| 14 | Sharman Cunningham, Vice President |                 | 3 gennaio 1987    |                 |
| 15 | Judy's Dream                       |                 | 10 gennaio 1987   |                 |
| 16 | Bud Knows Best                     |                 | 17 gennaio 1987   |                 |
| 17 | Make Room for Corky                |                 | 24 gennaio 1987   |                 |
| 18 | Move Over Millie Maple             |                 | 31 gennaio 1987   |                 |
| 19 | Bud's Mid-Life Crisis              |                 | 7 febbraio 1987   |                 |
| 20 | She Gives Good Phone               |                 | 14 febbraio 1987  |                 |
| 21 | You're Dating My Baby              |                 | 21 febbraio 1987  |                 |
| 22 | The Interns                        |                 | 28 febbraio 1987  |                 |
| 23 | From Here to Kingdom Come          |                 | 7 marzo 1987      |                 |
| 24 | Look But Don't Touch               |                 | 14 marzo 1987     |                 |
| 25 | The Big Game                       |                 | 21 marzo 1987     |                 |
| 26 | Love and Death                     |                 | 28 marzo 1987     |                 |